# Lasippa nara
Lasippa nara är en fjärilsart som beskrevs av De Nicéville 1891. Lasippa nara ingår i släktet Lasippa och familjen praktfjärilar. Inga underarter finns listade i Catalogue of Life.